# کاواگوئه، سایتاما
کاواگوئه در استان سایتاما در کشور ژاپن واقع شده‌است که دارای جمعیت ۳۳۵٬۶۹۳ نفر و مساحت ۱۰۹٫۱۶ کیلومتر مربع با تراکم جمعیت ۳٬۰۷۵ نفر در کیلومترمربع است و در تاریخ ۱ دسامبر ۱۹۲۲ به عنوان شهر شناخته شد.